# Kaitasaari (ö i Lappland)
Kaitasaari är en ö i Finland. Den ligger i sjön Vanttausjärvi och i kommunen Rovaniemi i den ekonomiska regionen  Rovaniemi ekonomiska region  och landskapet Lappland, i den norra delen av landet, 700 km norr om huvudstaden Helsingfors. Öns area är 1 hektar och dess största längd är 390 meter i öst-västlig riktning.